# Amazon S3
Amazon S3，全名為亞馬遜簡易儲存服務（Amazon Simple Storage Service），是亞馬遜公司利用其亞馬遜網路服務系統所提供的網路線上儲存服務。經由Web服務界面，包括REST、SOAP與BitTorrent，用戶能夠輕易把檔案儲存到網路伺服器上。在2006年3月開始，亞馬遜公司在美國推出這項服務，2007年11月擴展到歐洲地區。2016年9月，该服务中国区正式商用，与光环新网合作运营。
亞馬遜公司為這項服務收取的費用，是每月每gigabyte需要0.095元美金，如果需要額外的網路頻寬與品質，則要另外收費。根据服务级别协议（SLA），S3保证在每月99.9%的时间内可用，即每月停机时间不多于43分钟。
美国时间2017年2月28日，由于员工在调试系统时输入的命令有误，S3出现数小时的服务中断，包括Airbnb、Pinterest、Quora在内的大量知名网站受到影响。

## 外部連結
- 官方网站